# Rote Liste gefährdeter Vögel Japans
Die Rote Liste gefährdeter Vögel Japans wird durch das Japanische Umweltministerium veröffentlicht. Im Jahr 2020 wurden insgesamt über 700 Vogelarten untersucht und in Gefährdungskategorien unterteilt. Andere untersuchte Wildtier- und Pflanzenarten werden ebenfalls in separaten Listen veröffentlicht und in der Roten Liste gefährdeter Arten Japans zusammengefasst.  Die Unterkategorien sind für die Tierarten Säugetiere, Vögel, Amphibien, Reptilien, Brack-/Süßwasserfische, Insekten, Land-/Süßwassermollusken und andere wirbellose Tiere, sowie für die Pflanzenarten Gefäßpflanzen, Moos, Algen, Flechten und Pilze.
Die Gesamtüberprüfung der gefährdeten Arten wird ungefähr alle fünf Jahre durchgeführt. Ab 2015 werden Arten deren Gefährdungskategorie aufgrund einer Verschlechterung des Lebensraums oder ähnlichem erneut untersucht werden müssen, jederzeit nach Bedarf einzeln überarbeitet. Die letzte überarbeitete Ausgabe ist die Rote Liste 2020. Dabei wurden über 700 Vogelarten untersucht und in Gefährdungskategorien unterteilt. Diese sind im Folgenden aufgelistet.

## Gefährdungskategorien
| Jahr | Anzahl der zu bewertenden Arten | EX | EW | CR | EN | VU | NT | DD | Summe EX – DD | LP | Anmerkungen                         |
| ---- | ------------------------------- | -- | -- | -- | -- | -- | -- | -- | ------------- | -- | ----------------------------------- |
| 1998 |                                 | 13 | 1  | 17 | 25 | 48 | 16 | 15 | 135           | 2  | 2. Rote Liste                       |
| 2006 |                                 | 13 | 1  | 21 | 32 | 39 | 18 | 17 | 141           | 2  | 3. Rote Liste                       |
| 2012 | > 700                           | 14 | 1  | 23 | 31 | 43 | 21 | 17 | 150           | 2  | 4. Rote Liste                       |
| 2015 | > 700                           | 14 | 1  | 23 | 31 | 43 | 21 | 17 | 150           | 2  | 1. Überarbeitung der 4. Roten Liste |
| 2017 | > 700                           | 13 | 1  | 23 | 31 | 43 | 21 | 19 | 151           | 2  | 2. Überarbeitung der 4. Roten Liste |
| 2018 | > 700                           | 15 | 1  | 23 | 31 | 43 | 21 | 17 | 151           | 2  | 3. Überarbeitung der 4. Roten Liste |
| 2019 | > 700                           | 15 | 0  | 24 | 31 | 43 | 21 | 17 | 151           | 2  | 4. Überarbeitung der 4. Roten Liste |
| 2020 | > 700                           | 15 | 0  | 24 | 31 | 43 | 22 | 17 | 152           | 2  | 5. Überarbeitung der 4. Roten Liste |

- EX: Extinct (nach dem Jahr 1500 ausgestorben)
- EW: Extinct in the Wild (in der Natur ausgestorben)
- CR: Critically Endangered (vom Aussterben bedroht)
- EN: Endangered (stark gefährdet)
- VU: Vulnerable (gefährdet)
- NT: Near Threatened (potenziell gefährdet)
- DD: Data Deficient (ungenügende Datengrundlage)
- LP: Locally endangered Population – Regional isolierte Populationen mit hohem Aussterberisiko

## Ausgestorben nach dem Jahr 1500 (EX)
15 Arten:

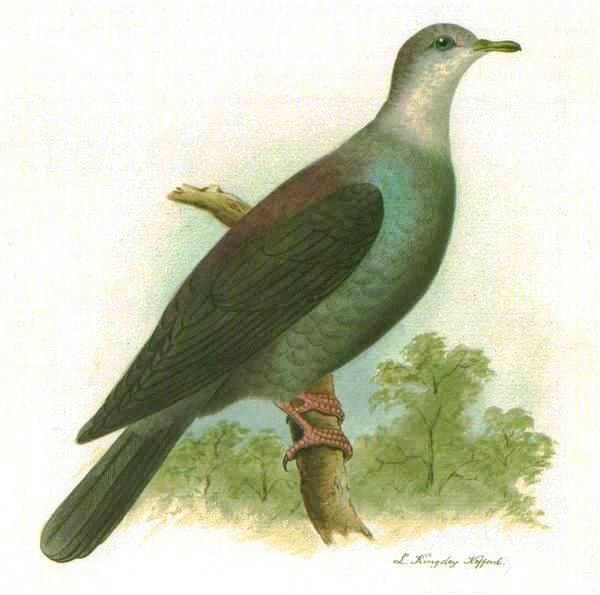
Bonin-Taube

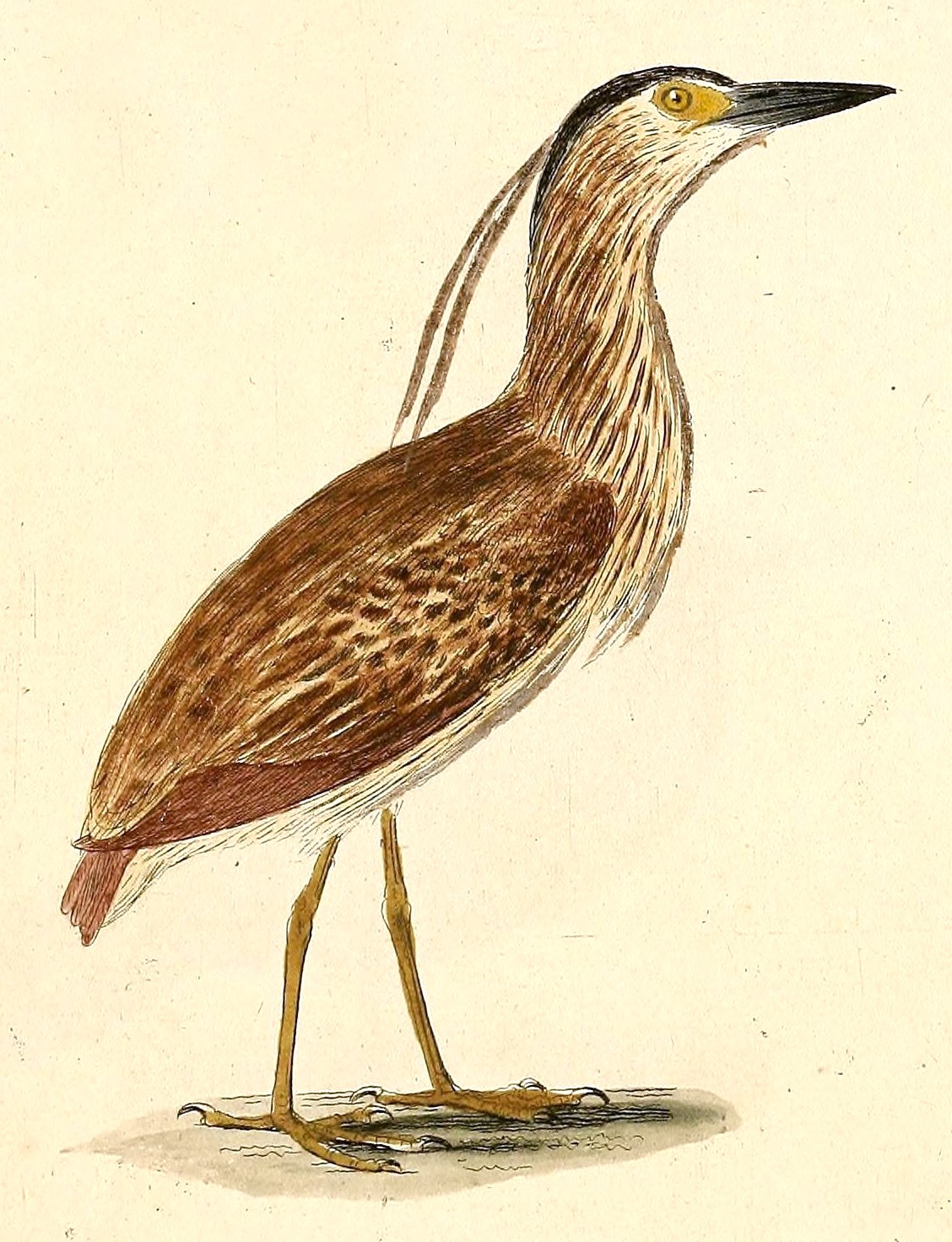
Bonin-Rotrückenreiher

- Schopfgans (Tadorna cristata, jap. カンムリツクシガモ Kanmuri-Tsukushigamo)
- Silberbandtaube (Columba jouyi, jap. リュウキュウカラスバト Ryūkyū-Karasubato)
- Bonin-Taube (Columba versicolor, jap. オガサワラカラスバト Ogasawara-Karasubato)
- Bonin-Rotrückenreiher (Nycticorax caledonicus crassirostris, jap. ハシブトゴイ Hashibutogoi)
- Iwo-Jima-Blatthühnchenralle (Porzana cinerea brevipes, jap. マミジロクイナ Mamijiro-Kuina)
- Mäusebussard (Buteo buteo oshiroi, jap. ダイトウノスリ Daitō-Nosuri)
- Ryūkyū-Liest (Todiramphus cinnamominus miyakoensis, jap. ミヤコショウビン Miyako-Shōbin)
- Tristrams Specht (Dryocopus javensis richardsi, jap. キタタキ Kitataki)
- Wanderfalke (Unterart Falco peregrinus furuitii, jap. シマハヤブサ Shima-Hayabusa)
- Borodino-Buntmeise (Sittiparus varius orii, jap. ダイトウヤマガラ Daitō-Yamagara)
- Boninbrillenvogel (Apalopteron familiare familiare, jap. メグロ Meguro)
- Borodino-Zaunkönig (Troglodytes troglodytes orii, jap. ダイトウミソサザイ Daitō-Misosazai)
- Bonin-Erddrossel (Zoothera terrestris, jap. オガサワラガビチョウ Ogasawara-Gabichō)
- Samtkehlnachtigall (Unterart Luscinia komadori subrufus, jap. ウスアカヒゲ Usuakahige)
- Bonin-Kernbeißer (Chaunoproctus ferreorostris, jap. オガサワラマシコ Ogasawara-Mashiko)

## In der Natur ausgestorben (EW)
0 Arten

## Vom Aussterben bedroht (CR)
24 Arten:

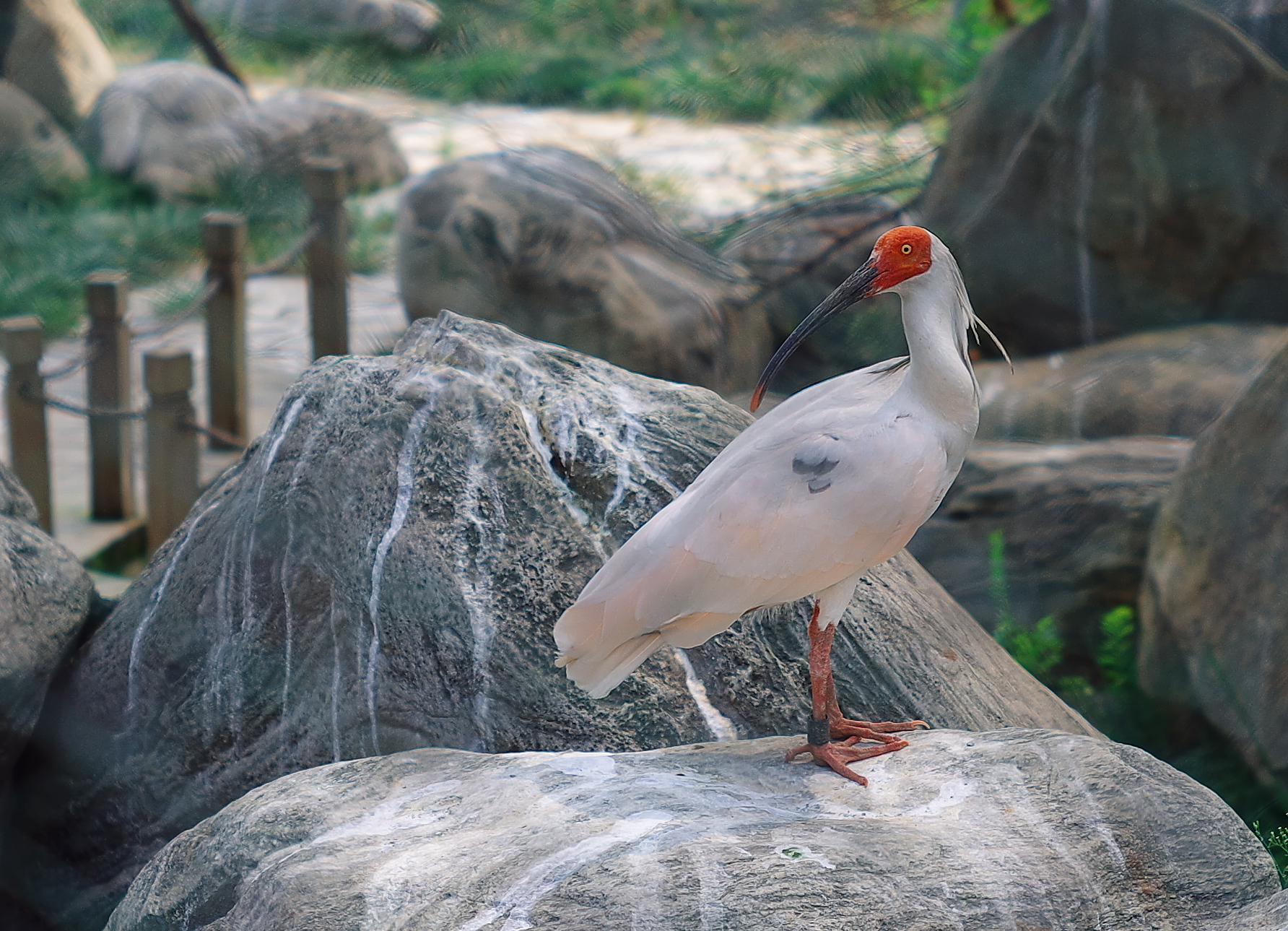
Nipponibis – Nachdem er 2003 in Japan ausstarb wurden 2008 zehn Nipponibisse auf Sado ausgewildert

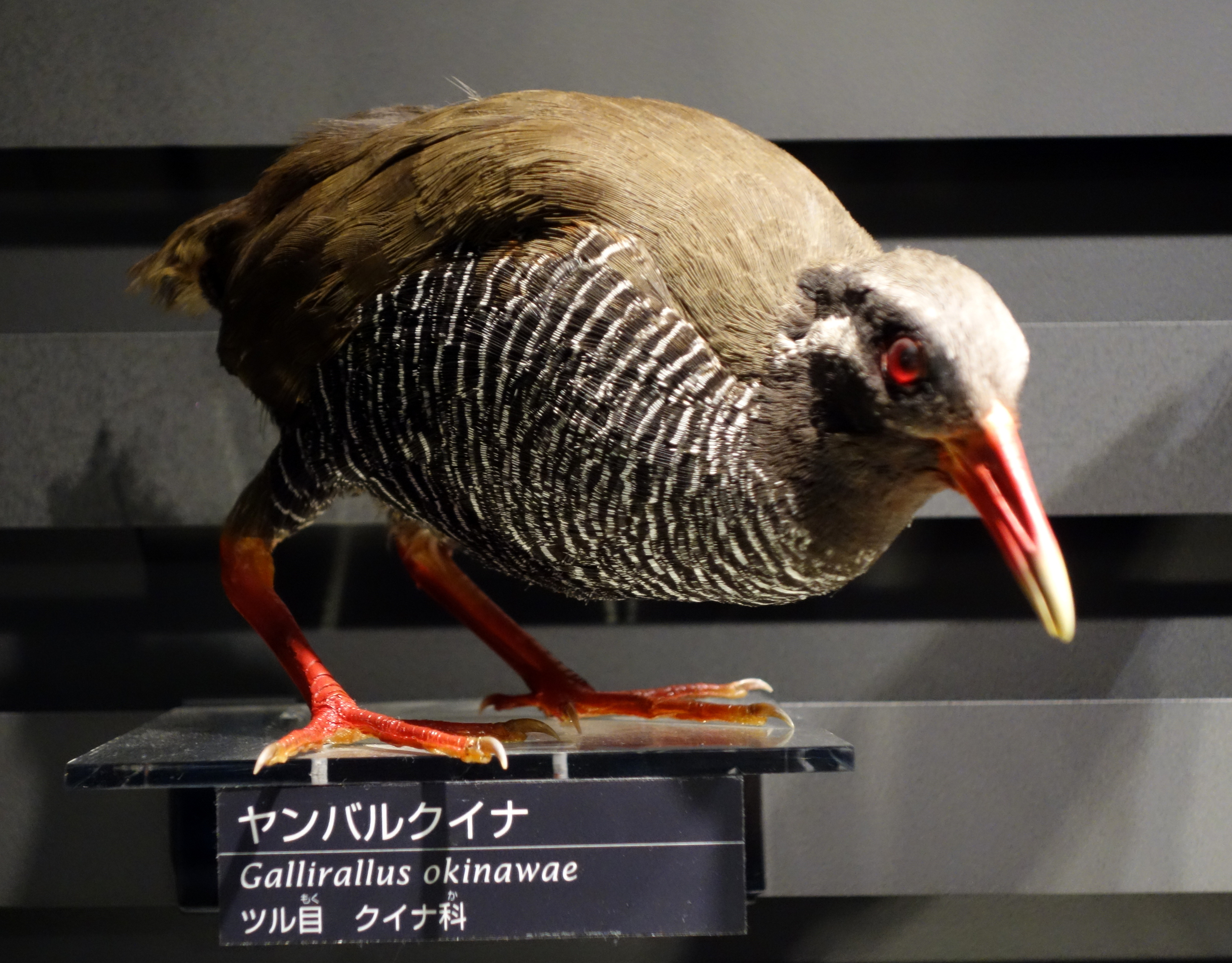
Okinawaralle – auf der Insel Okinawa Hontō endemisch

- Schneegans (Anser caerulescens caerulescens, jap. ハクガン Hakugan)
- Zwergkanadagans (Branta hutchinsii leucopareia, jap. シジュウカラガン Shijūkaragan)
- Veilchentaube (Columba janthina nitens, jap. アカガシラカラスバト Akagashira-Karasubato)
- Midwaysturmtaucher (Puffinus bryani, jap. オガサワラヒメミズナギドリ Ogasawara-Himemizunagidori)
- Madeirawellenläufer (Oceanodroma castro, jap. クロコシジロウミツバメ Kurokoshijiroumi-Tsubame)
- Schwarzschnabelstorch (Ciconia boyciana, jap. コウノトリ Kōnotori)
- Rotgesichtscharbe (Phalacrocorax urile, jap. チシマウガラス Chishimaugarasu)
- Mandschurendommel (Ixobrychus eurhythmus, jap. オオヨシゴイ Ōyoshigoi)
- Nipponibis (Nipponia nippon, jap. トキ Toki)
- Okinawaralle (Gallirallus okinawae, jap. ヤンバルクイナ Yanbaru-Kuina)
- Löffelstrandläufer (Eurynorhynchus pygmeus, jap. ヘラシギ Herashigi)
- Tüpfelgrünschenkel (Tringa guttifer, jap. カラフトアオアシシギ Karafuto-Aoashishigi)
- Gelbschopflund (Fratercula cirrhata, jap. エトピリカ Etopirika)
- Silberalk (Synthliboramphus antiquus, jap. ウミスズメ Umisuzumi)
- Trottellumme (Uria aalge inornata, jap. ウミガラス Umigarasu)
- Haubenschlangenadler (Spilornis cheela perplexus, jap. カンムリワシ Kanmuri-Washi)
- Raufußkauz (Aegolius funereus magnus, jap. キンメフクロウ Kinmefukurō)
- Uhu (Bubo bubo, jap. ワシミミズク Washi-Mimizuki)
- Riesen-Fischuhu (Unterart Ketupa blakistoni blakistoni, jap. シマフクロウ Shima-Fukurō)
- Dreizehenspecht (Picoides tridactylus inouyei, jap. ミユビゲラ Miyubigera)
- Okinawa-Specht (Sapheopipo noguchii, jap. ノグチゲラ Noguchigera)
- Tigerwürger (Lanius tigrinus, jap. チゴモズ Chigomozu)
- Chinagrünfink (Chloris sinica kittlitzi, jap. オガサワラカワラヒワ Ogasawara-Kawarahiwa)
- Weidenammer (Emberiza aureola ornata, jap. シマアオジ Shima-Aoji)

## Stark gefährdet (EN)
31 Arten:

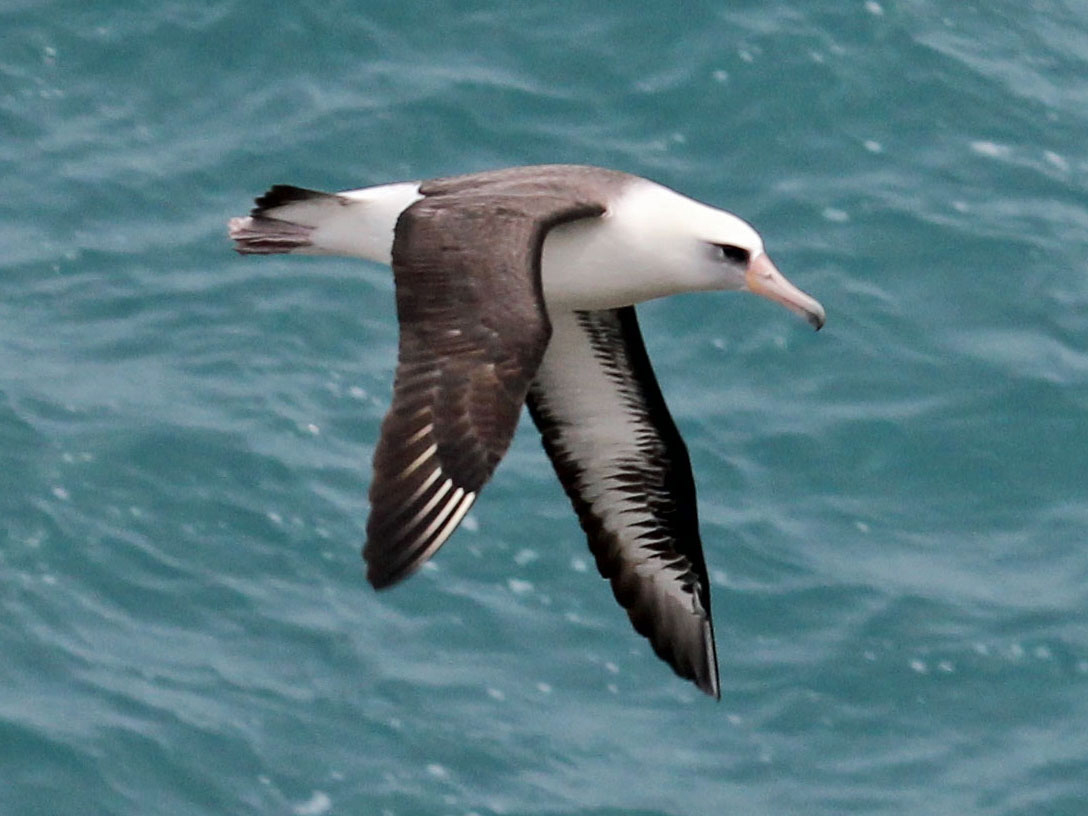
Laysanalbatros

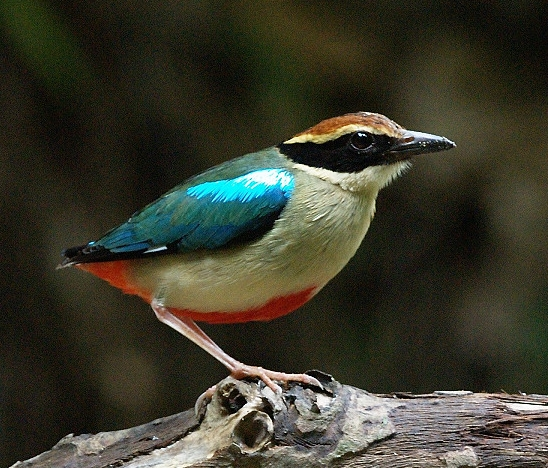
Nymphenpitta

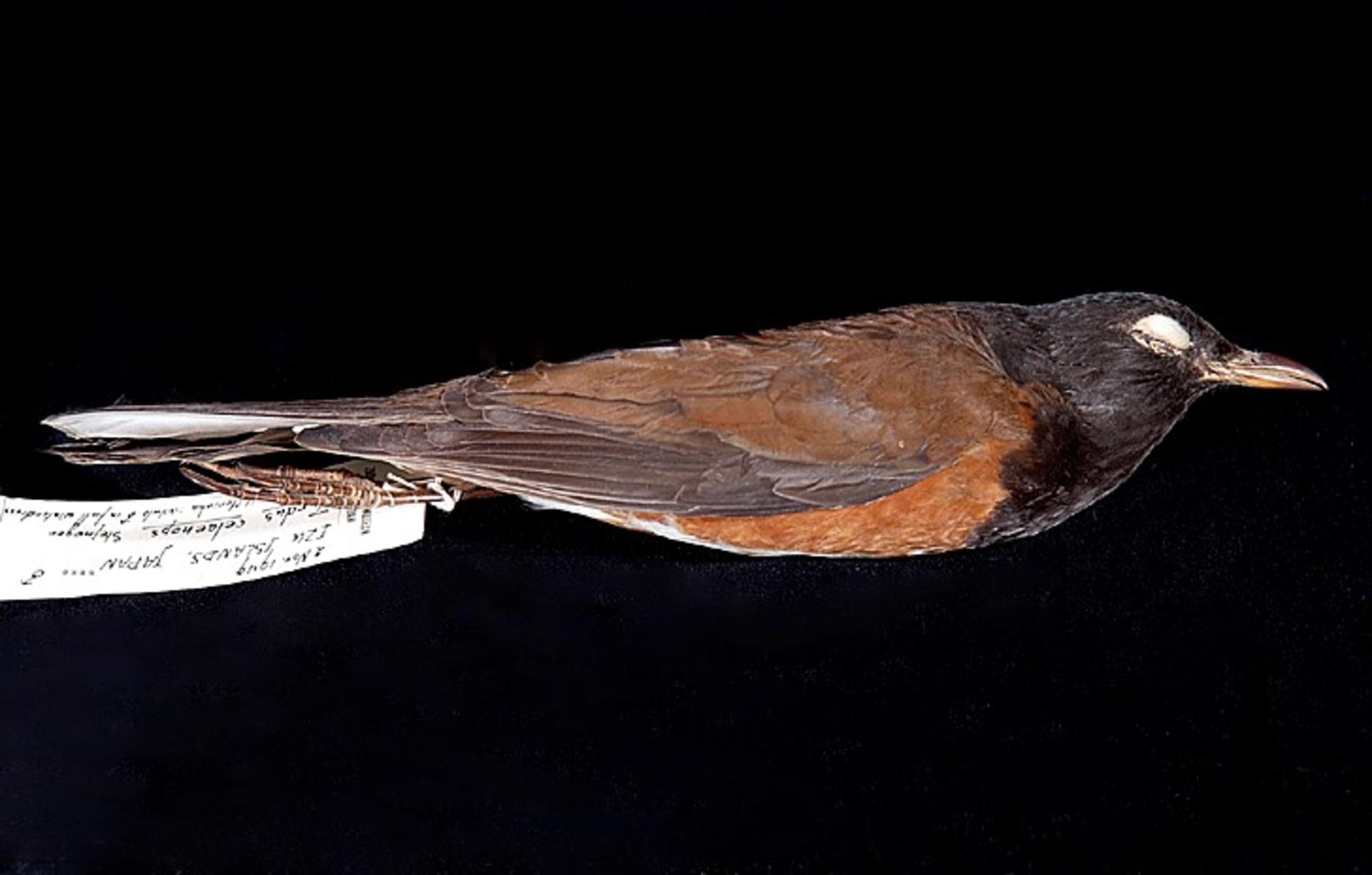
Izudrossel, in Japan endemisch

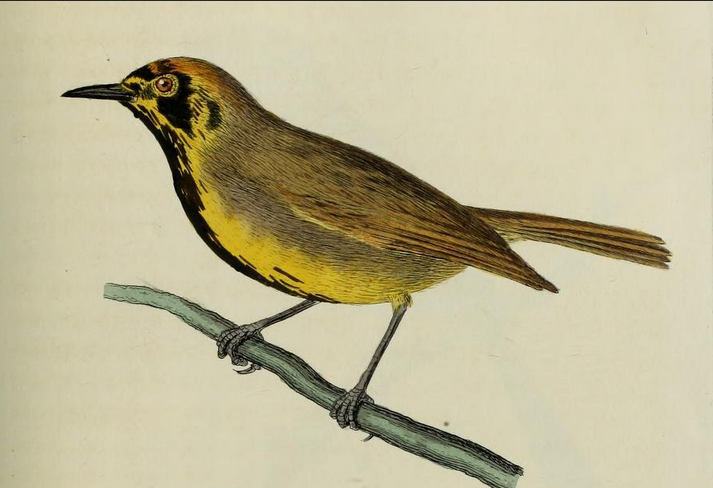
Boninbrillenvogel

- Alpenschneehuhn (Lagopus muta japonica, jap. ライチョウ Raichō)
- Zwerggans (Anser erythropus, jap. カリガネ Karigane)
- Rotschwanz-Tropikvogel (Phaethon rubricauda rothschildi, jap. アカオネッタイチョウ Akaonettaichō)
- Graukappen-Glanztaube (Chalcophaps indica yamashinai, jap. キンバト Kinbato)
- Veilchentaube (Columba janthina stejnegeri, jap. ヨナグニカラスバト Yonagunikarasubato)
- Türkentaube (Streptopelia decaocto decaocto, jap. シラコバト Shirakobato)
- Laysanalbatros (Phoebastria immutabilis, jap. コアホウドリ Koahōdori)
- Schuppensturmtaucher (Puffinus lherminieri bannermani, jap. セグロミズナギドリ Seguro-Mizunagidori)
- Rotfußtölpel (Sula sula rubripes, jap. アカアシカツオドリ Akashikatsuodori)
- Meerscharbe (Phalacrocorax pelagicus pelagicus, jap. ヒメウ Himeu)
- Rohrdommel (Botaurus stellaris stellaris, jap. サンカノゴイ Sankanogoi)
- Schwarzstirnlöffler (Platalea minor, jap. クロツラヘラサギ Kurotsura-Herasagi)
- Mandschurenralle (Coturnicops exquisitus, jap. シマクイナ Shima-Kuina)
- Rallina eurizonoides sepiaria (jap. オオクイナ Ōkuina)
- Zwergbrachvogel (Numenius minutus, jap. コシャクシギ Koshakushigi)
- Accipiter gularis iwasakii (jap. リュウキュウツミ Ryūkyū-Tsumi)
- Steinadler (Aquila chrysaetos japonica, jap. イヌワシ Inu-Washi)
- Mäusebussard (Buteo buteo toyoshimai, jap. オガサワラノスリ Ogasawara-Nosuri)
- Mangroveweihe (Circus spilonotus spilonotus, jap. チュウヒ Chūhi)
- Berghaubenadler (Nisaetus nipalensis orientalis, jap. クマタカ Kumataka)
- Türkisracke (Eurystomus orientalis calonyx, jap. ブッポウソウ Buppōsō)
- Nymphenpitta (Pitta nympha, jap. ヤイロチョウ Yairochō)
- Braunwürger (Lanius cristatus superciliosus, jap. アカモズ Akamozu)
- Poecile varius namiyei (jap. ナミエヤマガラ Namie-Yamagara)
- Poecile varius owstoni (jap. オーストンヤマガラ Ōsuton-Yamagara)
- Boninbrillenvogel (Apalopteron familiare hahasima, jap. ハハジマメグロ Hahajima-Meguro)
- Locustella pleskei (jap. ウチヤマセンニュウ Uchiyamasennyū)
- Locustella pryeri pryeri (jap. オオセッカ Ōsekka)
- Zaunkönig (Troglodytes troglodytes mosukei, jap. モスケミソサザイ Mosukemisosazai)
- Samtkehlnachtigall (Unterart Luscinia komadori namiyei, jap. ホントウアカヒゲ Hontō-Akahige)
- Izudrossel (Turdus celaenops, jap. アカコッコ Akakokko)

## Gefährdet (VU)
43 Arten:

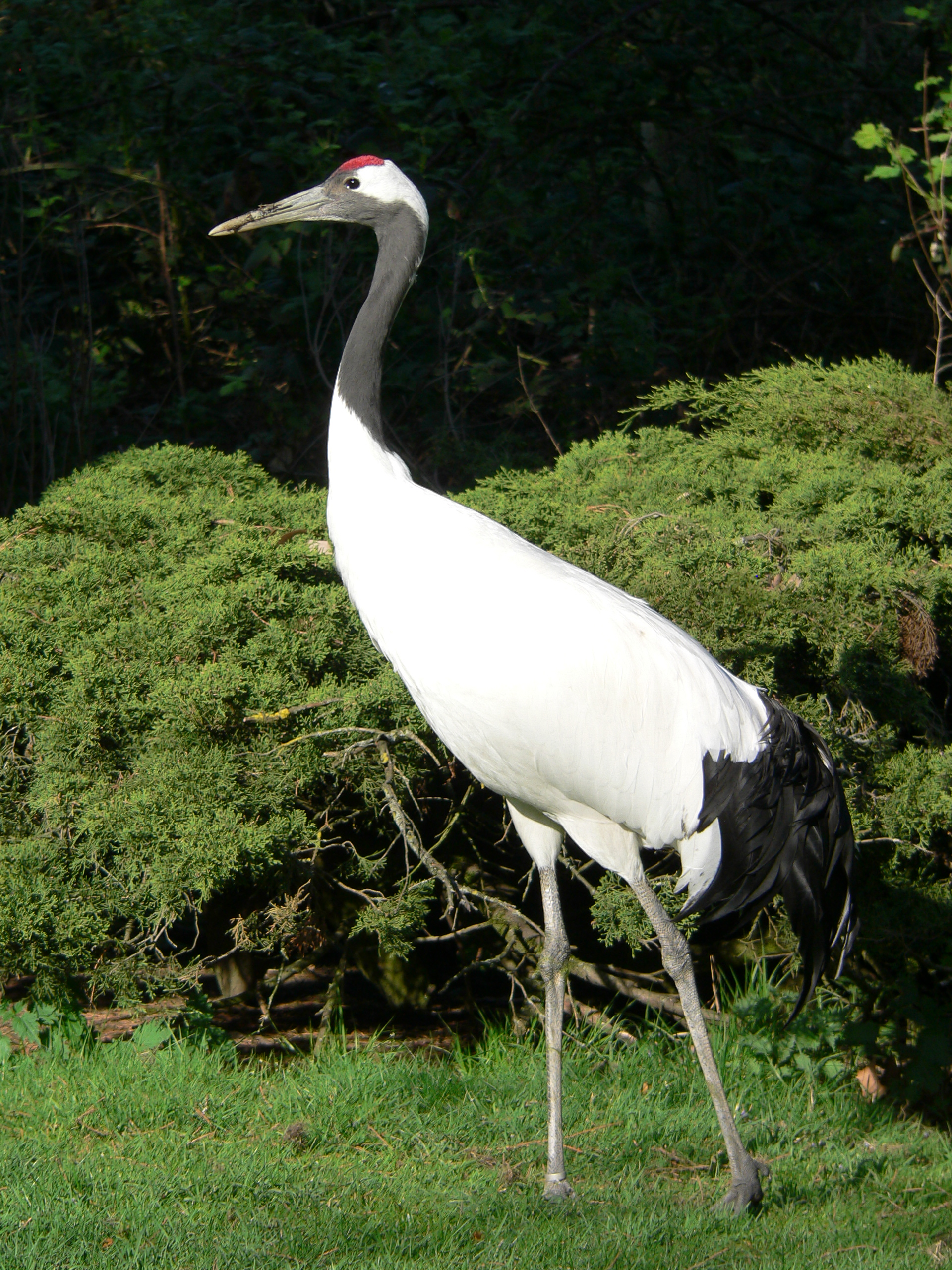
Mandschurenkranich

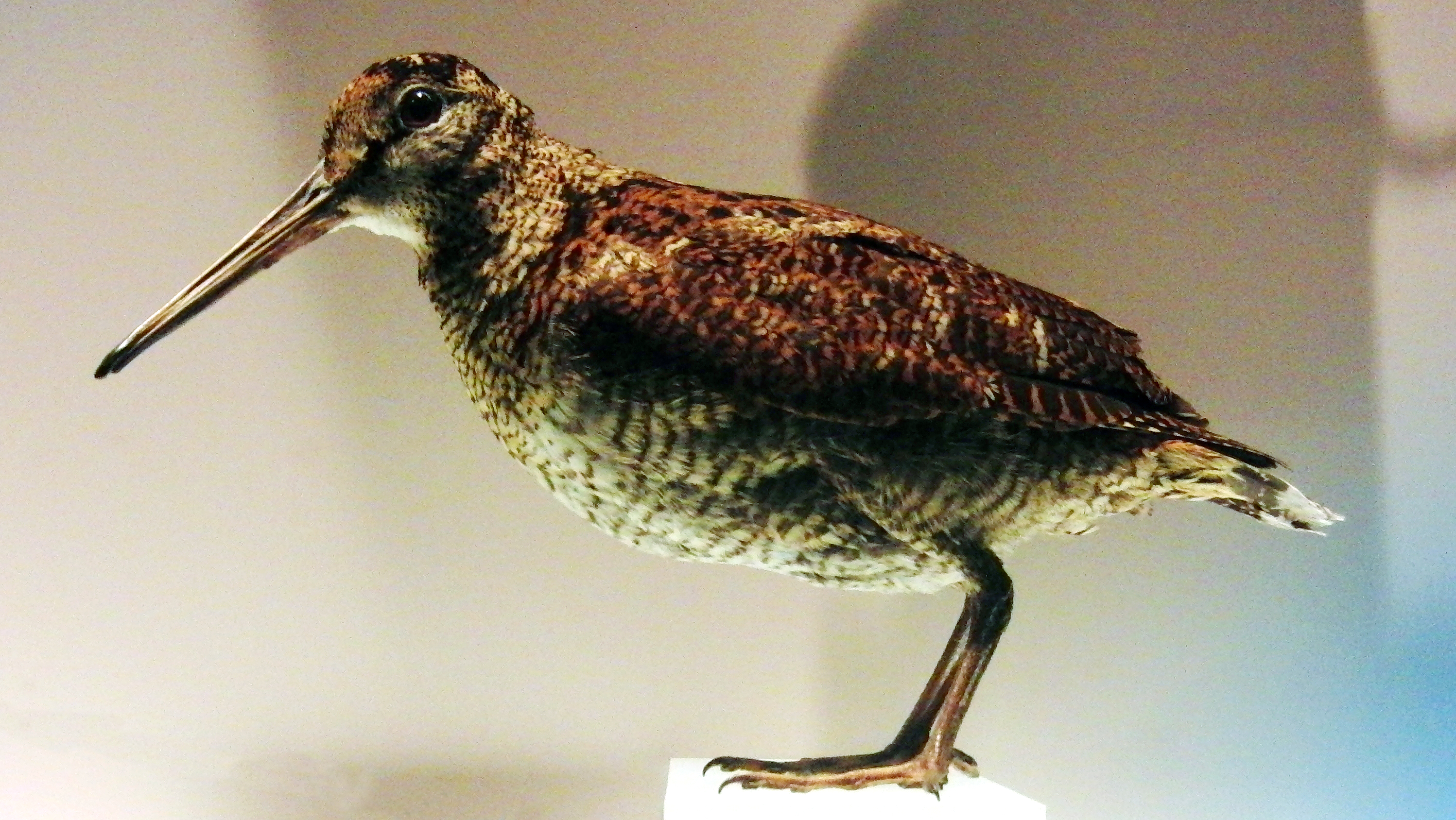
Amamiwaldschnepfe auf den Nansei-Inseln endemisch

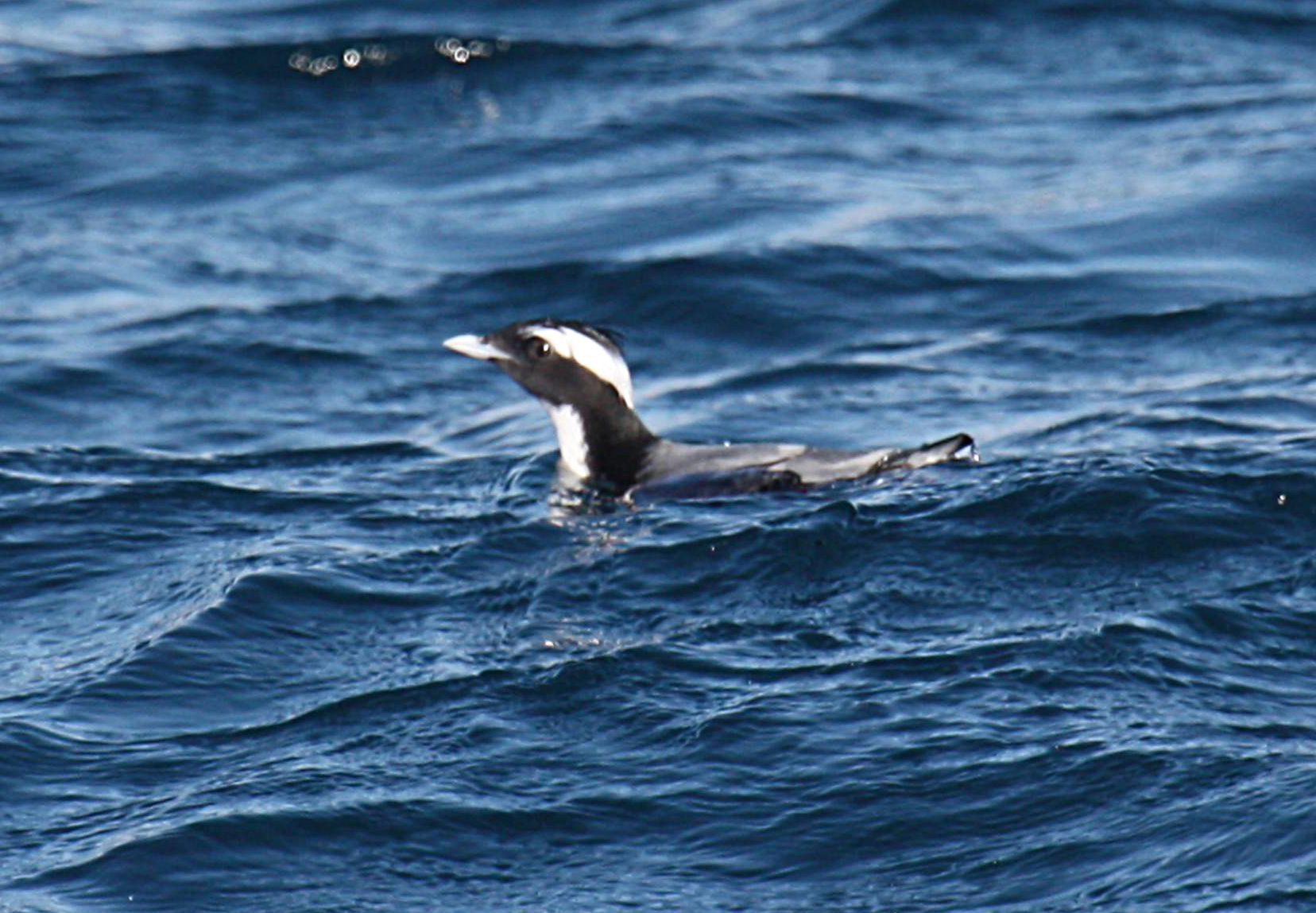
Japanalk

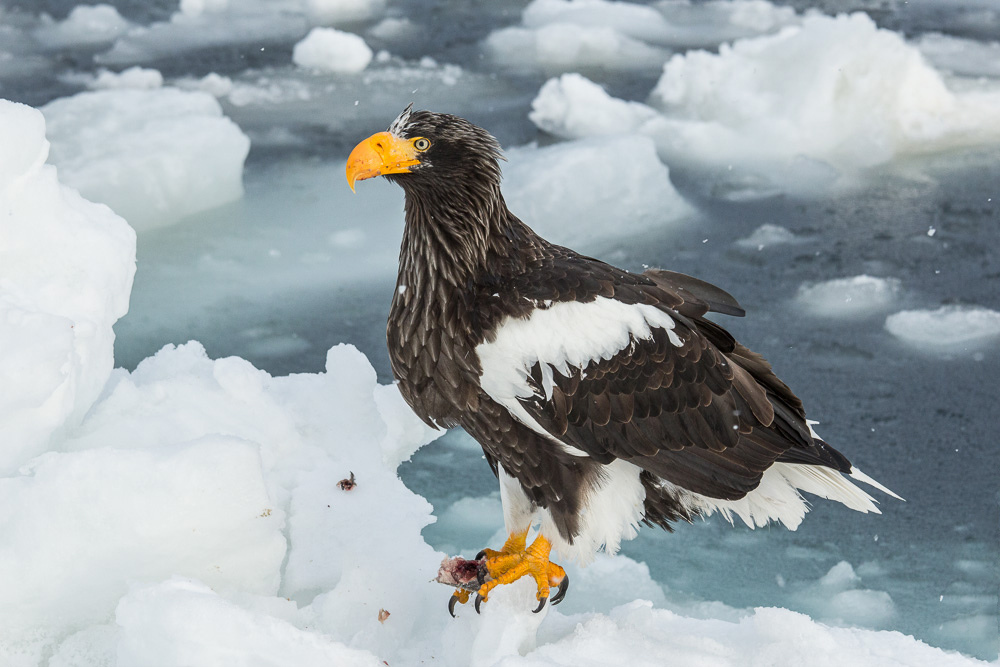
Riesenseeadler

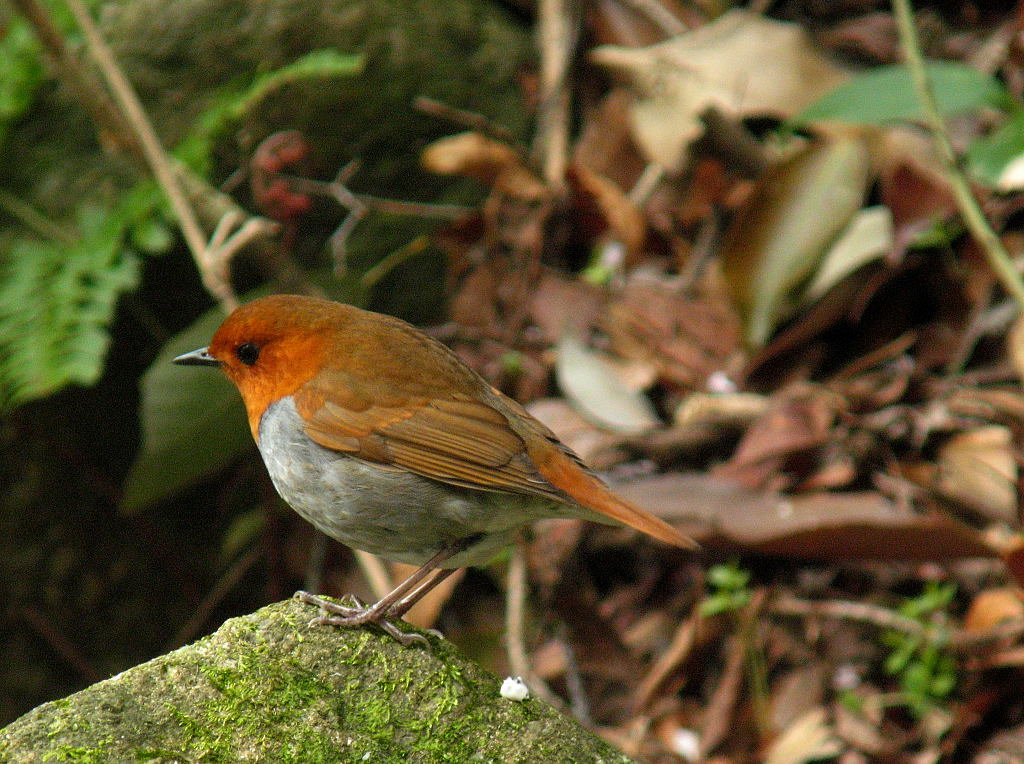
Rostkehlnachtigall

- Japanwachtel (Coturnix japonica, jap. ウズラ Uzura)
- Gluckente (Anas formosa, jap. トモエガモ Tomoegamo)
- Waldsaatgans (Anser fabalis serrirostris, jap. ヒシクイ Hishikui)
- Ringelgans (Branta bernicla orientalis, jap. コクガン Kokugan)
- Brandgans (Tadorna tadorna, jap. ツクシガモ Tsukushigamo)
- Kurzschwanzalbatros (Phoebastria albatrus, jap. アホウドリ Ahōdori)
- Oceanodroma monorhis (jap. ヒメクロウミツバメ Himekuro-Umitsubame)
- Rotscheitelreiher (Gorsachius goisagi, jap. ミゾゴイ Mizogoi)
- Wellenreiher (Gorsachius melanolophus, jap. ズグロミゾゴイ Zuguro-Mizogoi)
- Mandschurenkranich (Grus japonensis, jap. タンチョウ Tanchō)
- Mönchskranich (Grus monacha, jap. ナベヅル Nabezuru)
- Weißnackenkranich (Grus vipio, jap. マナヅル Manazuru)
- Seeregenpfeifer (Charadrius alexandrinus dealbatus, jap. シロチドリ Shiro-Chidori)
- Stelzenläufer (Himantopus himantopus himantopus, jap. セイタカシギ Seitakashigi)
- Pfuhlschnepfe (Limosa lapponica baueri, jap. オオソリハシシギ Ōsorihashishigi)
- Numenius madagascariensis (jap. ホウロクシギ Hōrokushigi)
- Amamiwaldschnepfe (Scolopax mira, jap. アマミヤマシギ Amami-Yamashigi)
- Dunkler Wasserläufer (Tringa erythropus, jap. ツルシギ Tsurushigi)
- Bruchwasserläufer Tringa glareola (jap. タカブシギ Takabushigi)
- Rotschenkel-Unterart (Tringa totanus ussuriensis, jap. アカアシシギ Akaashishigi)
- Bunt-Goldschnepfen-Unterart Rostratula benghalensis benghalensis (jap. タマシギ Tamashigi)
- Orientbrachschwalbe (Glareola maldivarum, jap. ツバメチドリ Tsubame-Chidori)
- Saundersmöwe (Larus saundersi, jap. ズグロカモメ Zugurokamome)
- Zwergseeschwalben-Unterart Sterna albifrons sinensis (jap. コアジサシ Koajisashi)
- Eilseeschwalben-Unterart Sterna bergii cristata (jap. オオアジサシ Ōajisashi)
- Rosenseeschwalbe (Sterna dougallii bangsi, jap. ベニアジサシ Beni-Ajisashi)
- Schwarznacken-Seeschwalbe (Sterna sumatrana, jap. エリグロアジサシ Eriguro-Ajisashi)
- Brillenteiste (Cepphus carbo, jap. ケイマフリ Keimafuri)
- Japanalk (Synthliboramphus wumizusume, jap. カンムリウミスズメ Kanmuri-Umisuzume)
- Amurbussard (Butastur indicus, jap. サシバ Sashiba)
- Seeadler (Haliaeetus albicilla albicilla, jap. オジロワシ Ojirowashi)
- Riesenseeadler (Haliaeetus pelagicus, jap. オオワシ Ōwashi)
- Schmuck-Zwergohreule (Otus elegans interpositus, jap. ダイトウコノハズク Daitō-Konohazuku)
- Sunda-Zwergohreule (Otus lempiji pryeri, jap. リュウキュウオオコノハズク Ryūkyū-Ōkonohazuku)
- Weißrückenspecht (Dendrocopos leucotos owstoni, jap. オーストンオオアカゲラ Ōsuton-Ōakagera)
- Schwarzspecht (Dryocopus martius martius, jap. クマゲラ Kumagera)
- Wanderfalke (Falco peregrinus japonensis, jap. ハヤブサ Hayabusa)
- Pericrocotus divaricatus divaricatus (jap. サンショウクイ Sanshōkui)
- Phylloscopus ijimae (jap. イイジマムシクイ Iijimamushikui)
- Luscinia akahige tanensis (jap. タネコマドリ Tanekomadori)
- Samtkehlnachtigall (Unterart Luscinia komadori komadori (jap. アカヒゲ Akahige))
- Himalajaerddrossel (Zoothera dauma major, jap. オオトラツグミ Ōtoratsugumi)
- Emberiza yessoensis yessoensis (jap. コジュリン Kojurin)

## Potenziell gefährdet (NT)
22 Arten:

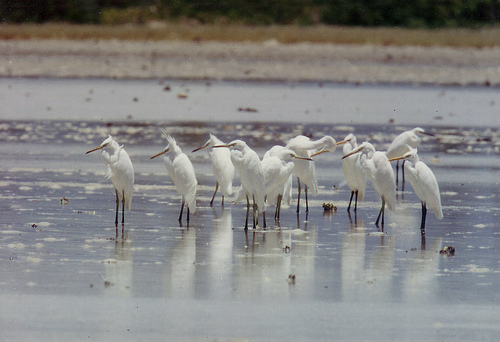
Schneereiher

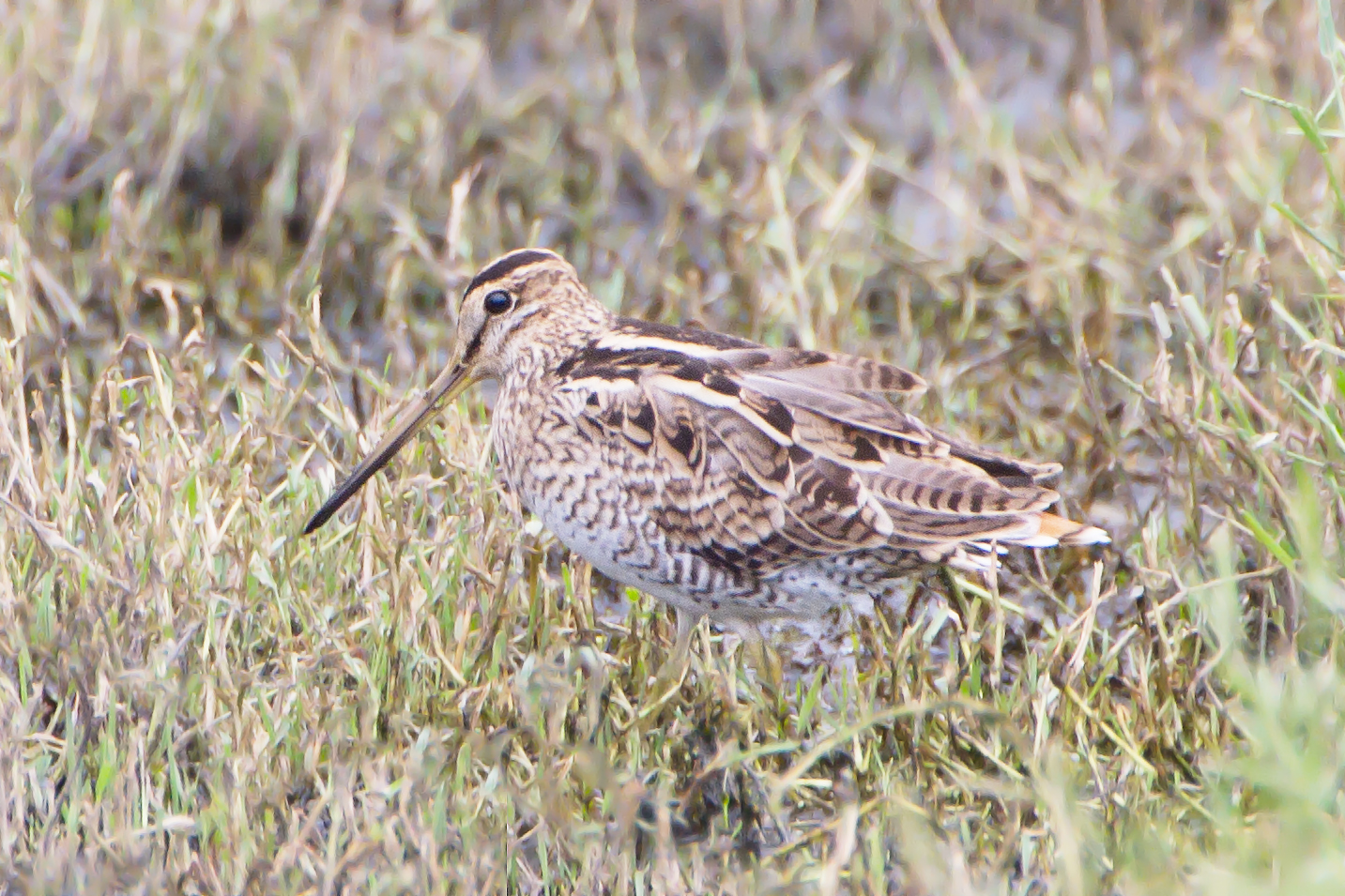
Japanbekassine

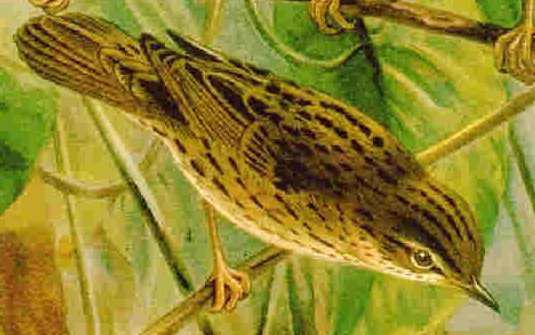
Strichelschwirl

- Kupferfasan (Syrmaticus soemmerringii ijimae, jap. コシジロヤマドリ Koshijiro-Yamadori)
- Kupferfasan (Syrmaticus soemmerringii soemmerringii, jap. アカヤマドリ Aka-Yamadori)
- Blässgans (Anser albifrons albifrons, jap. マガン Magan)
- Waldsaatgans (Anser fabalis middendorffii, jap. オオヒシクイ Ōhishikui)
- Veilchentaube (Columba janthina janthina, jap. カラスバト Karasubato)
- Oceanodroma matsudairae (jap. クロウミツバメ Kuro-Umitsubame)
- Oceanodroma tristrami (jap. オーストンウミツバメ Ōsuton-Umitsubame)
- Schneereiher (Egretta eulophotes, jap. カラシラサギ Karashirasagi)
- Mittelreiher (Egretta intermedia intermedia, jap. チュウサギ Chūsagi)
- Chinadommel (Ixobrychus sinensis sinensis, jap. ヨシゴイ Yoshigoi)
- Zimtsumpfhuhn (Porzana fusca erythrothorax, jap. ヒクイナ Hikuina)
- Dschungelnachtschwalbe (Caprimulgus indicus jotaka, jap. ヨタカ Yotaka)
- Alpenstrandläufer (Calidris alpina, jap. ハマシギ Hamashigi)
- Japanbekassine (Gallinago hardwickii, jap. オオジシギ Ōjishigi)
- Kamtschatkamöwe (Larus schistisagus, jap. オオセグロカモメ Ōsegurokamome)
- Fischadler (haliaetus haliaetus, jap. ミサゴ Misago)
- Habicht (Accipiter gentilis fujiyamae, jap. オオタカ Ōtaka)
- Sperber (Accipiter nisus nisosimilis, jap. ハイタカ Haitaka)
- Schopfwespenbussard (Pernis ptilorhynchus orientalis, jap. ハチクマ Hachikuma)
- Poecile varius olivaceus (jap. オリイヤマガラ Oriiyamagara)
- Strichelschwirl (Locustella lanceolata, jap. マキノセンニュウ Makinosennyū)
- Emberiza sulphurata (jap. ノジコ Nojiko)

## Ungenügende Datengrundlage (DD)
17 Arten:

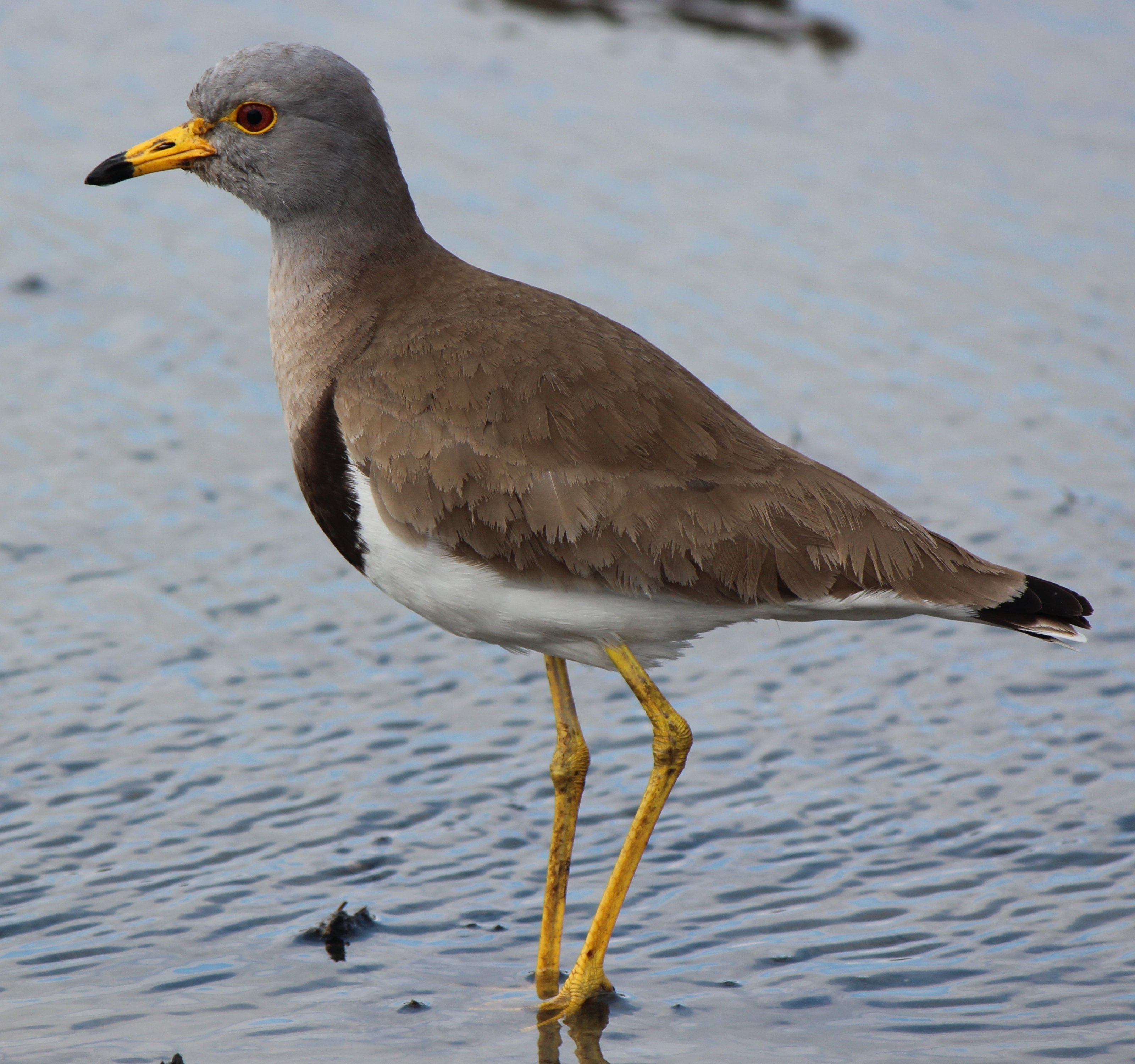
Graukopfkiebitz

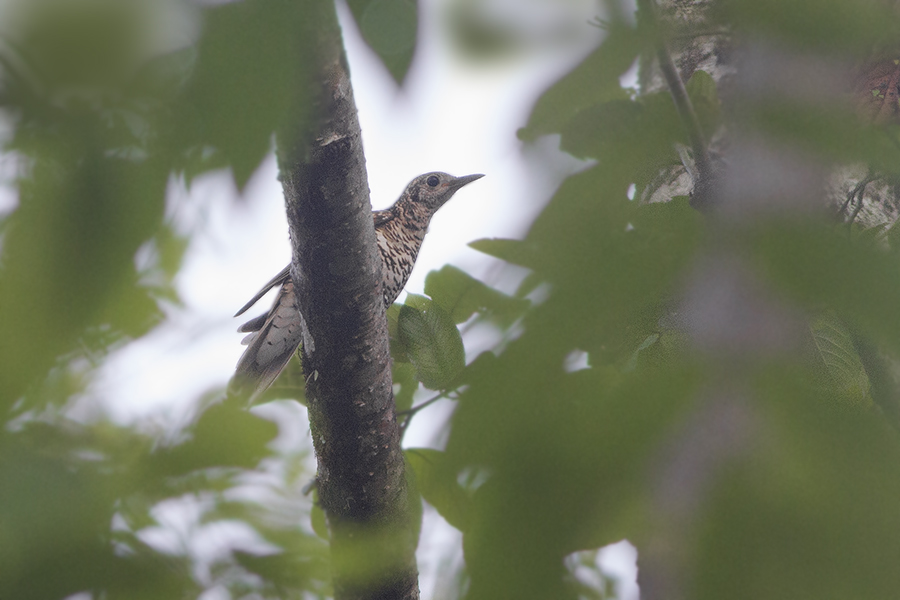
Himalajaerddrossel

- Haselhuhn (Tetrastes bonasia vicinitas, jap. エゾライチョウ Ezo-Raichō)
- Mandarinente (Aix galericulata, jap. オシドリ Oshidori)
- Schwanengans (Anser cygnoides, jap. サカツラガン Sakatsuragan)
- Baermoorente (Aythya baeri, jap. アカハジロ Akahajiro)
- Rostgans (Tadorna ferruginea, jap. アカツクシガモ Akatsukushigamo)
- Pterodroma hypoleuca (jap. シロハラミズナギドリ Shirohara-Mizunagidori)
- Löffler (Platalea leucorodia leucorodia, jap. ヘラサギ Herasagi)
- Schwarzkopfibis (Threskiornis melanocephalus, jap. クロトキ Kurotoki)
- Grus grus lilfordi (jap. クロヅル Kurozuru)
- Graukopfkiebitz (Vanellus cinereus, jap. ケリ Keri)
- Beringstrandläufer (Calidris ptilocnemis quarta, jap. チシマシギ Chishimashigi)
- Limnodromus semipalmatus (jap. シベリアオオハシシギ Shiberia-Ōhashishigi)
- Kamtschatka-Marmelalk (Brachyramphus perdix, jap. マダラウミスズメ Madara-Umisuzume)
- Japanseidensänger (Cettia diphone restricta, jap. ダイトウウグイス Daitō-Uguisu)
- Phylloscopus examinandus (jap. オオムシクイ Ōmushikui)
- Ryūkyūschnäpper (Ficedula narcissina owstoni bzw. Ficedula owstoni, jap. リュウキュウキビタキ Ryūkyū-Kibitaki) – auf den Ryūkyū-Inseln endemisch
- Himalajaerddrossel (Unterart Zoothera dauma iriomotensis, jap. コトラツグミ Kotora-Tsugumi) – auf Iriomote endemisch

## Lokal vom Aussterben bedrohte Population (LP)
2 Arten:

- Histrionicus histrionicu (jap. シノリガモ Shinorigamo, Brutpopulation)
- Haubentaucher (Podiceps cristatus cristatus, jap. カンムリカイツブリ Kanmurikaitsuburi, Brutpopulation)